# Jugador del Año de la NABC
El Jugador del Año de la NABC (en inglés NABC Player of the Year) es un premio anual concedido por la Asociación Nacional de Entrenadores de Baloncesto (NABC, en sus siglas en inglés), que reconoce al mejor jugador del baloncesto universitario. El premio es entregado desde la temporada 1974-75 a los baloncestistas de la División I de la NCAA. La asociación añadió premios para los jugadores de la División II y División III en 1983, y para los jugadores de la NAIA y de las universidades comunitarias en 2008. Los premios son patrocinados por State Farm Insurance.
En la División I, Duke es la universidad con más premios con siete, seguido de North Carolina con cuatro. A lo largo de la historia del premio ha habido tres años con doble ganador (2002, 2004 y 2006), y solo tres jugadores han ganado el premio en más de una ocasión (Ralph Sampson, Jay Williams y Zach Edey).
En la División II, Virginia Union cuenta con cuatro premios, por delante de Kentucky Wesleyan con tres. En 2006 ocurrió el único empate, mientras que tres jugadores han ganado el premio en más de una ocasión (Stan Gouard, Earl Jones, John Smith).
En la División III, Potsdam State es la universidad con más vencedores con tres, mientras que otras seis universidades están igualadas en el segundo lugar con dos cada una. Ha habido dos años con doble ganador (2007 y 2010) y dos jugadores con dos premios (Leroy Witherspoon y Andrew Olson).
A nivel NAIA, hay una distinción entre los ganadores de la División I NAIA y la División II. Desde que se entregan los premios en 2008, ninguna escuela o jugador ha repetido como vencedor. 
En cuanto a las universidades comunitarias se refiere, cada ganador ha sido un sophomore (estudiante de segundo año) que ha dado el salto a la División I de la NCAA una vez que su carrera en la universidad comunitaria ha finalizado.

## Leyenda
| †           | Co-Jugadores del Año                                                                  |
| Jugador (X) | Denota el número de veces que ha conseguido el galardón                               |
| School (X)  | Denota el número de veces que un jugador de esa universidad ha conseguido el galardón |

## Ganadores de la División I

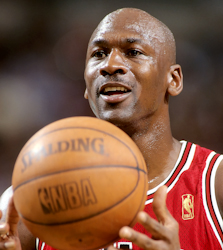
Michael Jordan ganó el premio en la temporada 1983-84.

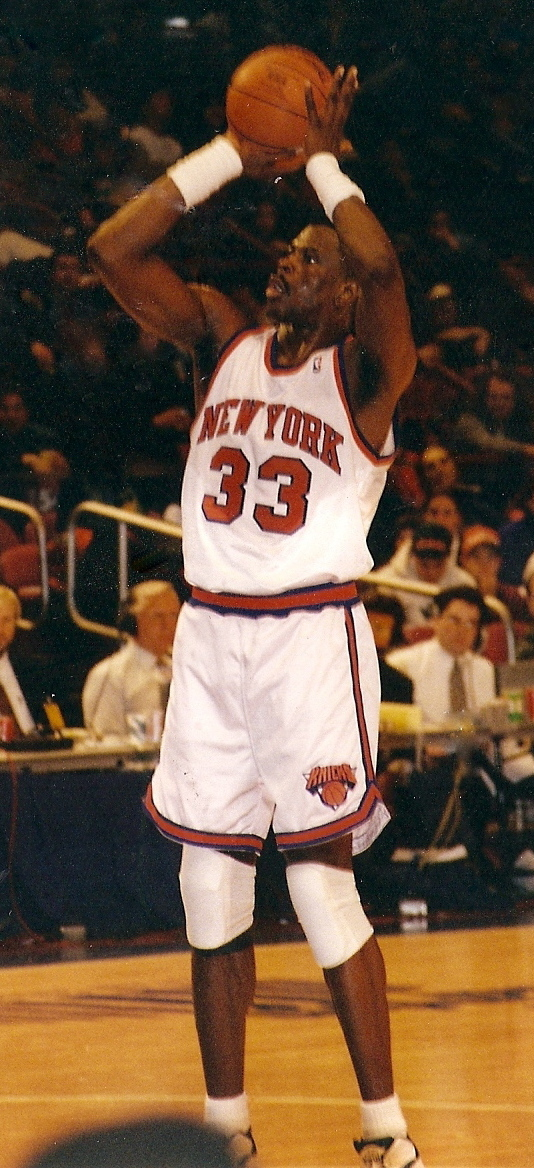
Patrick Ewing es el único ganador de Georgetown.

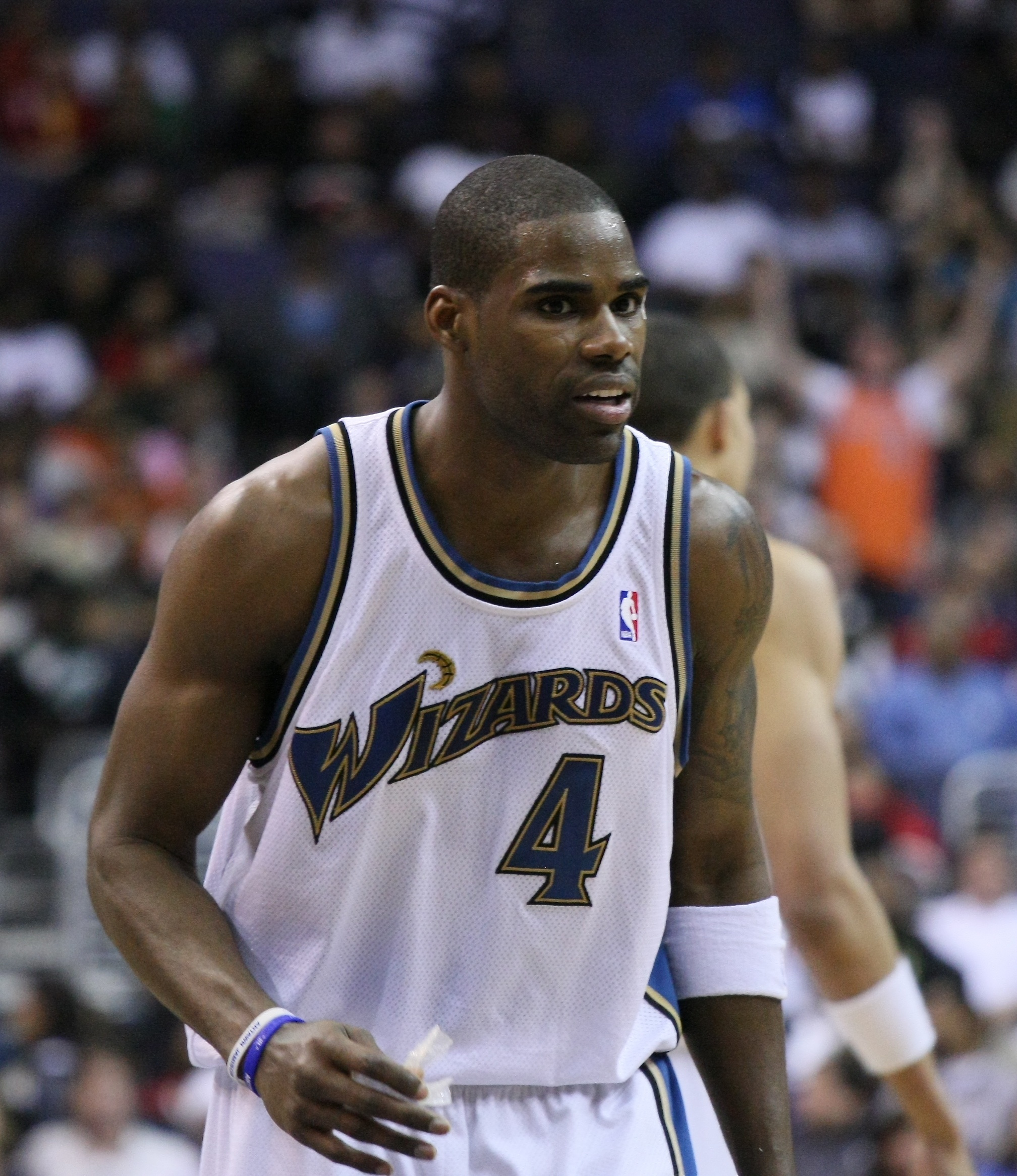
Antawn Jamison ganó el premio en la temporada 1997-98.

| Temporada | Jugador            | Universidad        | Estado             | Posición               | Curso     |
| --------- | ------------------ | ------------------ | ------------------ | ---------------------- | --------- |
| 1974–75   | David Thompson     | NC State           | Carolina del Norte | Escolta / Alero        | Senior    |
| 1975–76   | Scott May          | Indiana            | Indiana            | Alero                  | Senior    |
| 1976–77   | Marques Johnson    | UCLA               | California         | Base / Escolta / Alero | Senior    |
| 1977–78   | Phil Ford          | North Carolina     | Carolina del Norte | Base                   | Senior    |
| 1978–79   | Larry Bird         | Indiana State      | Indiana            | Alero                  | Senior    |
| 1979–80   | Michael Brooks     | La Salle           | Pensilvania        | Alero                  | Senior    |
| 1980–81   | Danny Ainge        | BYU                | Utah               | Escolta                | Senior    |
| 1981–82   | Ralph Sampson      | Virginia           | Virginia           | Pívot                  | Junior    |
| 1982–83   | Ralph Sampson (2)  | Virginia (2)       | Virginia           | Pívot                  | Senior    |
| 1983–84   | Michael Jordan     | North Carolina (2) | Carolina del Norte | Escolta                | Junior    |
| 1984–85   | Patrick Ewing      | Georgetown         | Washington D. C.   | Pívot                  | Senior    |
| 1985–86   | Walter Berry       | St. John's         | Nueva York         | Ala-Pívot              | Senior    |
| 1986–87   | David Robinson     | Navy               | Maryland           | Pívot                  | Senior    |
| 1987–88   | Danny Manning      | Kansas             | Kansas             | Ala-Pívot              | Senior    |
| 1988–89   | Sean Elliott       | Arizona            | Arizona            | Alero                  | Senior    |
| 1989–90   | Lionel Simmons     | La Salle (2)       | Pensilvania        | Alero                  | Senior    |
| 1990–91   | Larry Johnson      | UNLV               | Nevada             | Ala-Pívot              | Senior    |
| 1991–92   | Christian Laettner | Duke               | Carolina del Norte | Alero                  | Senior    |
| 1992–93   | Calbert Cheaney    | Indiana (2)        | Indiana            | Alero                  | Senior    |
| 1993–94   | Glenn Robinson     | Purdue             | Indiana            | Alero / Ala-Pívot      | Sophomore |
| 1994–95   | Shawn Respert      | Michigan State     | Míchigan           | Escolta                | Senior    |
| 1995–96   | Marcus Camby       | Massachusetts      | Massachusetts      | Pívot                  | Junior    |
| 1996–97   | Tim Duncan         | Wake Forest        | Carolina del Norte | Pívot                  | Senior    |
| 1997–98   | Antawn Jamison     | North Carolina (3) | Carolina del Norte | Alero                  | Junior    |
| 1998–99   | Elton Brand        | Duke (2)           | Carolina del Norte | Pívot                  | Sophomore |
| 1999–00   | Kenyon Martin      | Cincinnati         | Ohio               | Ala-Pívot              | Senior    |
| 2000–01   | Jay Williams       | Duke (3)           | Carolina del Norte | Base                   | Sophomore |
| 2001–02†  | Drew Gooden        | Kansas (2)         | Kansas             | Pívot                  | Senior    |
| 2001–02†  | Jay Williams (2)   | Duke (4)           | Carolina del Norte | Base                   | Junior    |
| 2002–03   | Nick Collison      | Kansas (3)         | Kansas             | Ala-Pívot              | Senior    |
| 2003–04†  | Jameer Nelson      | Saint Joseph's     | Pensilvania        | Base                   | Senior    |
| 2003–04†  | Emeka Okafor       | Connecticut        | Connecticut        | Pívot                  | Junior    |
| 2004–05   | Andrew Bogut       | Utah               | Utah               | Pívot                  | Sophomore |
| 2005–06†  | Adam Morrison      | Gonzaga            | Washington         | Escolta                | Junior    |
| 2005–06†  | J. J. Redick       | Duke (5)           | Carolina del Norte | Escolta                | Senior    |
| 2006–07   | Kevin Durant       | Texas              | Texas              | Alero                  | Freshman  |
| 2007–08   | Tyler Hansbrough   | North Carolina (4) | Carolina del Norte | Ala-Pívot              | Junior    |
| 2008–09   | Blake Griffin      | Oklahoma           | Oklahoma           | Ala-Pívot              | Sophomore |
| 2009–10   | Evan Turner        | Ohio State         | Ohio               | Alero                  | Junior    |
| 2010–11   | Jimmer Fredette    | BYU                | Utah               | Base                   | Senior    |
| 2011-12   | Draymond Green     | Michigan State (2) | Michigan           | Ala-Pívot              | Senior    |
| 2012–13   | Trey Burke         | Michigan           | Michigan           | Base                   | Sophomore |
| 2013–14   | Doug McDermott     | Creighton          | Nebraska           | Alero                  | Senior    |
| 2014–15   | Frank Kaminsky     | Wisconsin          | Wisconsin          | Ala-Pívot              | Senior    |
| 2015–16   | Denzel Valentine   | Michigan State (3) | Michigan           | Escolta                | Senior    |
| 2016–17   | Frank Mason III    | Kansas (4)         | Kansas             | Base                   | Senior    |
| 2017–18   | Jalen Brunson      | Villanova          | Pensilvania        | Base                   | Junior    |
| 2018–19   | Zion Williamson    | Duke (6)           | Carolina del Norte | Ala-Pívot              | Freshman  |
| 2019–20   | Obi Toppin         | Dayton             | Ohio               | Alero / Ala-Pívot      | Sophomore |
| 2020–21   | Luka Garza         | Iowa               | Iowa               | Pívot                  | Senior    |
| 2021–22   | Oscar Tshiebwe     | Kentucky           | Kentucky           | Pívot                  | Junior    |
| 2022–23   | Zach Edey          | Purdue             | Indiana            | Pívot                  | Junior    |
| 2023–24   | Zach Edey (2)      | Purdue             | Indiana            | Pívot                  | Senior    |
| 2024–25   | Cooper Flagg       | Duke (7)           | Carolina del Norte | Alero                  | Freshman  |

## Ganadores de la División II

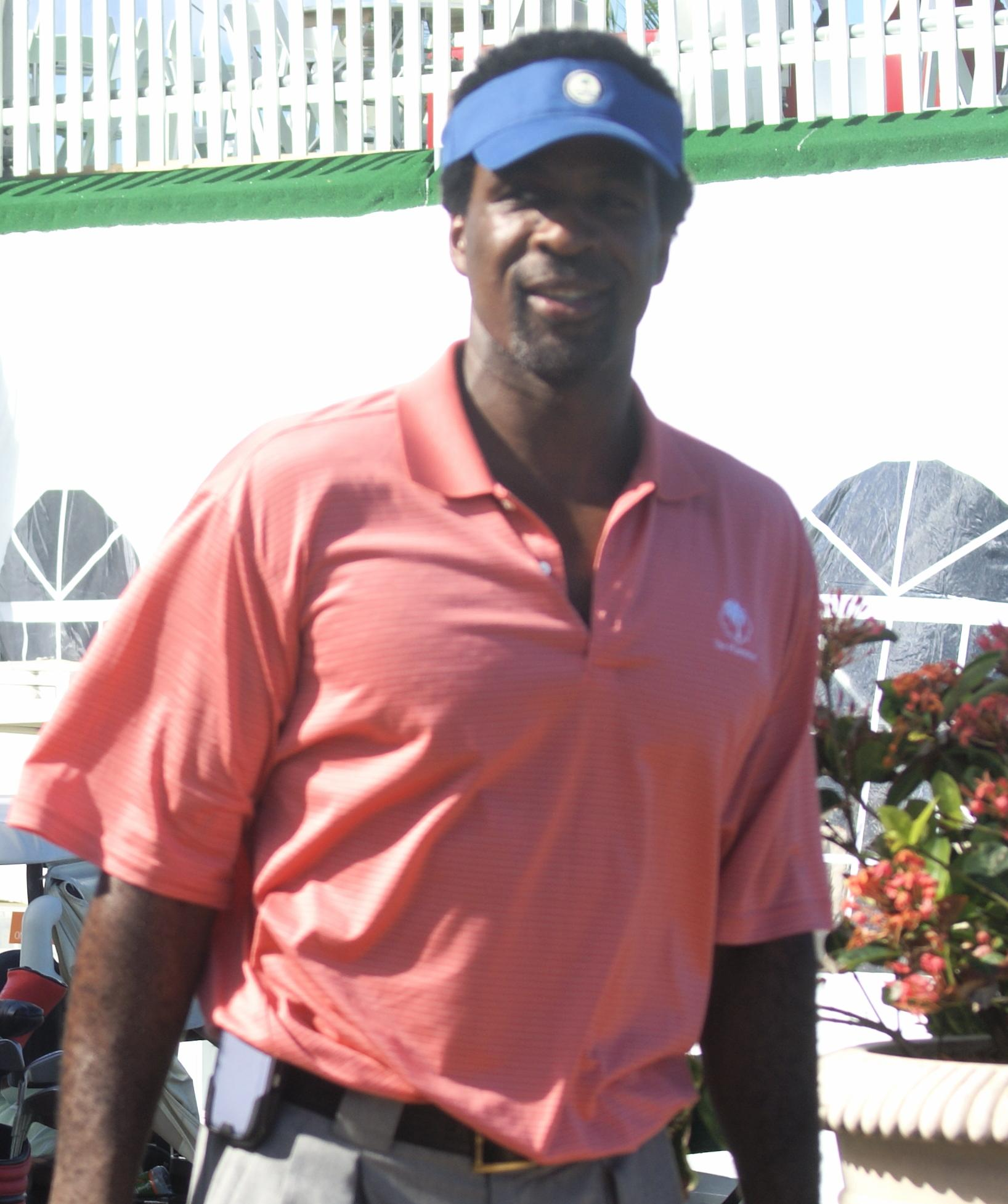
Charles Oakley ganó el premio en la temporada 1984–85 con Virginia Union y posteriormente jugó en la NBA.

| Temporada | Jugador            | Universidad                  | Estado              | Posición          | Curso    |
| --------- | ------------------ | ---------------------------- | ------------------- | ----------------- | -------- |
| 1982–83   | Earl Jones         | District of Columbia         | Washington D. C.    | Pívot             | Junior   |
| 1983–84   | Earl Jones (2)     | District of Columbia (2)     | Washington D. C.    | Pívot             | Senior   |
| 1984–85   | Charles Oakley     | Virginia Union               | Virginia            | Ala-Pívot         | Senior   |
| 1985–86   | Todd Linder        | Tampa                        | Florida             | Alero             | Junior   |
| 1986–87   | Ralph Talley       | Norfolk State                | Virginia            | Base              | Senior   |
| 1987–88   | Jerry Johnson      | Florida Southern             | Florida             | Base              | Senior   |
| 1988–89   | Kris Kearney       | Florida Southern (2)         | Florida             | Alero             | Senior   |
| 1989–90   | A. J. English      | Virginia Union (2)           | Virginia            | Escolta           | Senior   |
| 1990–91   | Corey Crowder      | Kentucky Wesleyan            | Kentucky            | Alero / Escolta   | Senior   |
| 1991–92   | Eric Manuel        | Oklahoma City                | Oklahoma            | Alero             | Senior   |
| 1992–93   | Alex Wright        | Central Oklahoma             | Oklahoma            | Escolta           | Senior   |
| 1993–94   | Derrick Johnson    | Virginia Union (3)           | Virginia            | Pívot / Ala-Pívot | Senior   |
| 1994–95   | Stan Gouard        | Southern Indiana             | Indiana             | Base / Escolta    | Junior   |
| 1995–96   | Stan Gouard (2)    | Southern Indiana (2)         | Indiana             | Base / Escolta    | Senior   |
| 1996–97   | Kebu Stewart       | Cal State Bakersfield        | California          | Ala-Pívot         | Senior   |
| 1997–98   | Joe Newton         | Central Oklahoma (2)         | Oklahoma            | Base / Escolta    | Senior   |
| 1998–99   | Antonio García     | Kentucky Wesleyan (2)        | Kentucky            | Alero             | Senior   |
| 1999–00   | Ajumu Gaines       | Charleston (WV)              | Virginia Occidental | Base              | Senior   |
| 2000–01   | Colin Ducharme     | Longwood                     | Virginia            | Ala-Pívot         | Senior   |
| 2001–02   | Ronald Murray      | Shaw                         | Carolina del Norte  | Escolta / Base    | Senior   |
| 2002–03   | Marlon Parmer      | Kentucky Wesleyan (3)        | Kentucky            | Base              | Senior   |
| 2003–04   | Elad Inbar         | UMass Lowell                 | Massachusetts       | Alero             | Senior   |
| 2004–05   | Mark Worthington   | Metropolitan State           | Colorado            | Alero             | Senior   |
| 2005–06†  | Darius Hargrove    | Virginia Union (4)           | Virginia            | Escolta / Alero   | Senior   |
| 2005–06†  | Turner Trofholz    | South Dakota                 | Dakota del Sur      | Ala-Pívot         | Senior   |
| 2006–07   | John Smith         | Winona State                 | Minnesota           | Pívot             | Junior   |
| 2007–08   | John Smith (2)     | Winona State (2)             | Minnesota           | Pívot             | Senior   |
| 2008–09   | Josh Bostic        | Findlay                      | Ohio                | Alero             | Senior   |
| 2009–10   | Jason Westrol      | Bentley                      | Massachusetts       | Base              | Senior   |
| 2010–11   | Darryl Webb        | Indiana (PA)                 | Pensilvania         | Alero             | Senior   |
| 2011–12   | Braydon Hobbs      | Bellarmine                   | Kentucky            | Base              | Senior   |
| 2012–13   | Clayton Vette      | Winona State (3)             | Minnesota           | Ala-Pívot         | Senior   |
| 2013–14   | Brandon Jefferson  | Metropolitan State (2)       | Colorado            | Base              | Senior   |
| 2014–15   | Mitch McCarron     | Metropolitan State (3)       | Colorado            | Base              | Senior   |
| 2015–16   | Dan Jansen         | Augustana (SD)               | Dakota del Sur      | Ala-Pívot         | Senior   |
| 2016–17   | Justin Pitts       | Northwest Missouri State     | Misuri              | Base              | Junior   |
| 2017–18   | Zach Hankins       | Ferris State                 | Michigan            | Pívot             | Junior   |
| 2018–19   | Daulton Hommes     | Point Loma Nazarene          | California          | Escolta           | Junior   |
| 2019–20   | Brett Hanson       | Florida Southern (3)         | Florida             | Base              | Senior   |
| 2020–21   | Trevor Hudgins     | Northwest Missouri State (2) | Misuri              | Base              | Junior   |
| 2021–22   | Trevor Hudgins (2) | Northwest Missouri State (3) | Misuri              | Base              | Senior   |
| 2022–23   | RJ Sunahara        | Nova Southeastern            | Florida             | Alero             | Junior   |
| 2023–24   | KJ Jones II        | Emmanuel                     | Georgia             | Base              | Senior   |
| 2024–25   | MJ Iraldi          | Nova Southeastern (2)        | Florida             | Alero             | Graduado |

## Ganadores de la División III

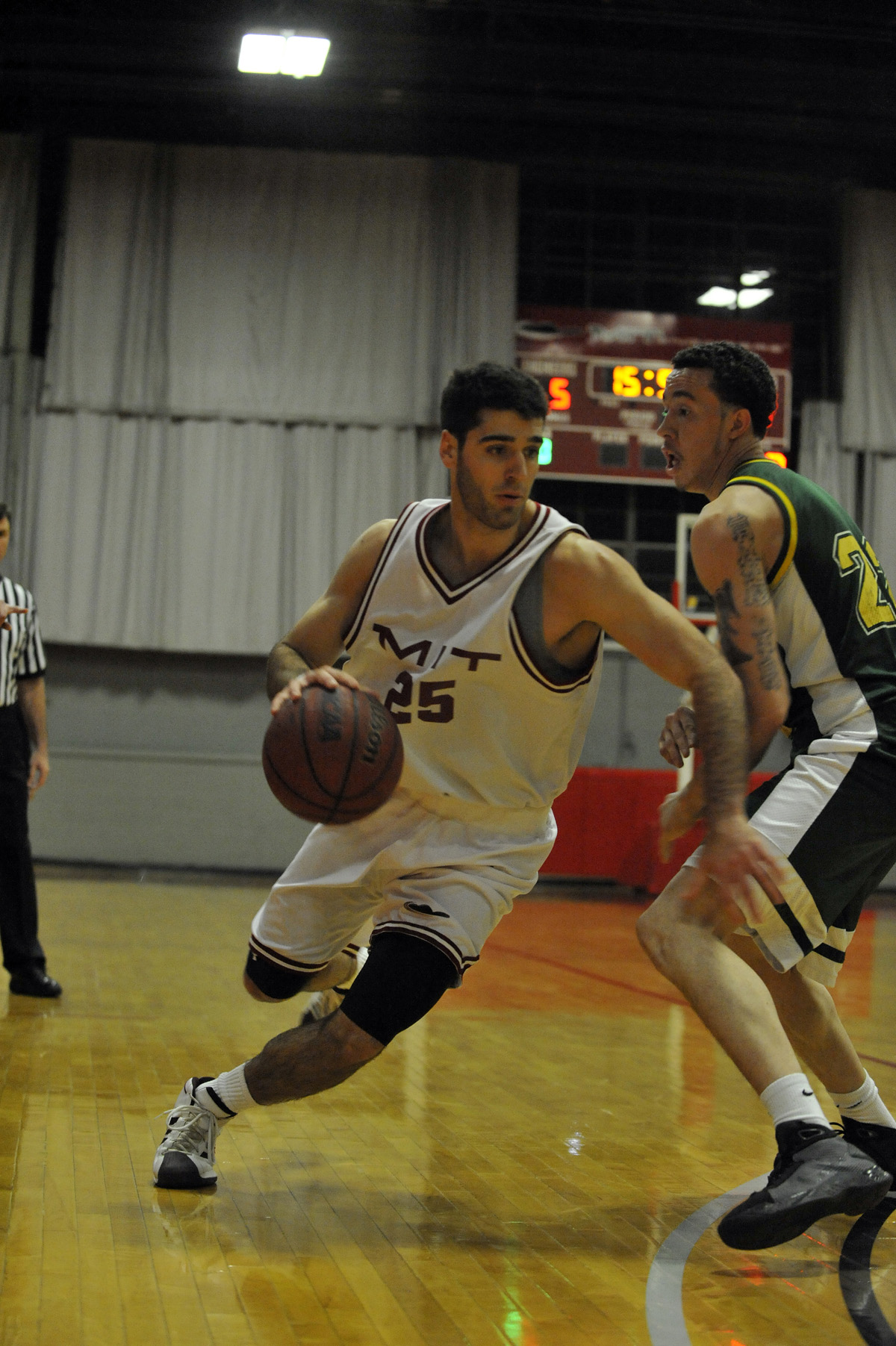
Jimmy Bartolotta fue el primer ganador de MIT, en la temporada 2008–09.

| Temporada | Jugador                                                                                               | Universidad                                                                                           | Estado                                                                                                | Posición                                                                                              | Curso                                                                                                 |
| --------- | --- | --- | --- | --- | --- |
| 1982–83   | Leroy Witherspoon                                                                                     | Potsdam State                                                                                         | Nueva York                                                                                            | Base                                                                                                  | Junior                                                                                                |
| 1983–84   | Leroy Witherspoon (2)                                                                                 | Potsdam State (2)                                                                                     | Nueva York                                                                                            | Base                                                                                                  | Senior                                                                                                |
| 1984–85   | Tim Casey                                                                                             | Wittenberg                                                                                            | Ohio                                                                                                  | | Senior                                                                                                |
| 1985–86   | Dick Hempy                                                                                            | Otterbein                                                                                             | Ohio                                                                                                  | Base / Escolta                                                                                        | Junior                                                                                                |
| 1986–87   | Brendan Mitchell                                                                                      | Potsdam State (3)                                                                                     | Nueva York                                                                                            | Alero                                                                                                 | Senior                                                                                                |
| 1987–88   | Scott Tedder                                                                                          | Ohio Wesleyan                                                                                         | Ohio                                                                                                  | Alero / Escolta                                                                                       | Senior                                                                                                |
| 1988–89   | Greg Grant                                                                                            | Trenton State                                                                                         | Nueva Jersey                                                                                          | Base                                                                                                  | Senior                                                                                                |
| 1989–90   | Matt Hancock                                                                                          | Colby                                                                                                 | Maine                                                                                                 | Escolta                                                                                               | Senior                                                                                                |
| 1990–91   | Brad Baldridge                                                                                        | Wittenberg (2)                                                                                        | Ohio                                                                                                  | Pívot                                                                                                 | Senior                                                                                                |
| 1991–92   | Andre Foreman                                                                                         | Salisbury State                                                                                       | Maryland                                                                                              | Ala-Pívot                                                                                             | Senior                                                                                                |
| 1992–93   | Steve Hondred                                                                                         | Calvin                                                                                                | Míchigan                                                                                              | | |
| 1993–94   | Scott Fitch                                                                                           | SUNY Geneseo                                                                                          | Nueva York                                                                                            | Base / Escolta                                                                                        | Senior                                                                                                |
| 1994–95   | D'Artis Jones                                                                                         | Ohio Northern                                                                                         | Ohio                                                                                                  | Escolta                                                                                               | Senior                                                                                                |
| 1995–96   | David Benter                                                                                          | Hanover                                                                                               | Indiana                                                                                               | | Senior                                                                                                |
| 1996–97   | Bryan Crabtree                                                                                        | Illinois Wesleyan                                                                                     | Illinois                                                                                              | Alero                                                                                                 | Senior                                                                                                |
| 1997–98   | Mike Nogelo                                                                                           | Williams                                                                                              | Massachusetts                                                                                         | Alero                                                                                                 | Senior                                                                                                |
| 1998–99   | Merrill Brunson                                                                                       | Wisconsin–Platteville                                                                                 | Wisconsin                                                                                             | Base / Escolta                                                                                        | Junior                                                                                                |
| 1999–00   | Aaron Winkle                                                                                          | Calvin (2)                                                                                            | Míchigan                                                                                              | Ala-Pívot                                                                                             | Senior                                                                                                |
| 2000–01   | Horace Jenkins                                                                                        | William Paterson                                                                                      | Nueva Jersey                                                                                          | Base                                                                                                  | Senior                                                                                                |
| 2001–02   | Jeff Gibbs                                                                                            | Otterbein (2)                                                                                         | Ohio                                                                                                  | Alero                                                                                                 | Senior                                                                                                |
| 2002–03   | Bryan Nelson                                                                                          | Wooster                                                                                               | Ohio                                                                                                  | | |
| 2003–04   | Richard Melzer                                                                                        | Wisconsin–River Falls                                                                                 | Wisconsin                                                                                             | Alero                                                                                                 | Senior                                                                                                |
| 2004–05   | Jason Kalsow                                                                                          | Wisconsin–Stevens Point                                                                               | Wisconsin                                                                                             | Ala-Pívot                                                                                             | Junior                                                                                                |
| 2005–06   | Brandon Adair                                                                                         | Virginia Wesleyan                                                                                     | Virginia                                                                                              | Alero                                                                                                 | Junior                                                                                                |
| 2006–07†  | Andrew Olson                                                                                          | Amherst                                                                                               | Massachusetts                                                                                         | Base                                                                                                  | Junior                                                                                                |
| 2006–07†  | Ben Strong                                                                                            | Guilford                                                                                              | Carolina del Norte                                                                                    | Pívot                                                                                                 | Junior                                                                                                |
| 2007–08   | Andrew Olson (2)                                                                                      | Amherst (2)                                                                                           | Massachusetts                                                                                         | Base                                                                                                  | Senior                                                                                                |
| 2008–09   | Jimmy Bartolotta                                                                                      | MIT                                                                                                   | Massachusetts                                                                                         | Escolta                                                                                               | Senior                                                                                                |
| 2009–10†  | Tyler Sanborn                                                                                         | Guilford (2)                                                                                          | Carolina del Norte                                                                                    | Pívot                                                                                                 | Senior                                                                                                |
| 2010–11   | Michael Taylor                                                                                        | Whitworth                                                                                             | Washington                                                                                            | Escolta                                                                                               | Senior                                                                                                |
| 2011–12   | Chris Davis                                                                                           | Wisconsin–Whitewater                                                                                  | Wisconsin                                                                                             | Ala-Pívot                                                                                             | Senior                                                                                                |
| 2012–13   | Aaron Toomey                                                                                          | Amherst (3)                                                                                           | Massachusetts                                                                                         | Base                                                                                                  | Junior                                                                                                |
| 2013–14   | Aaron Walton-Moss                                                                                     | Cabrini                                                                                               | Pensilvania                                                                                           | Base                                                                                                  | Junior                                                                                                |
| 2014–15   | Aaron Walton-Moss (2)                                                                                 | Cabrini (2)                                                                                           | Pensilvania                                                                                           | Base                                                                                                  | Senior                                                                                                |
| 2015–16   | Joey Flannery                                                                                         | Babson                                                                                                | Massachusetts                                                                                         | Base                                                                                                  | Junior                                                                                                |
| 2016–17   | Joey Flannery (2)                                                                                     | Babson                                                                                                | Massachusetts                                                                                         | Base                                                                                                  | Senior                                                                                                |
| 2017–18   | Tyheim Monroe                                                                                         | Cabrini (3)                                                                                           | Pensilvania                                                                                           | Ala-Pívot                                                                                             | Senior                                                                                                |
| 2018–19   | Booker Coplin                                                                                         | Augsburg                                                                                              | Minnesota                                                                                             | Escolta                                                                                               | Junior                                                                                                |
| 2019–20   | Nate West                                                                                             | LeTourneau                                                                                            | Texas                                                                                                 | Base                                                                                                  | Senior                                                                                                |
| 2020–21   | No presentado; no se llevó a cabo ningún campeonato de la División III debido a problemas de COVID-19 | No presentado; no se llevó a cabo ningún campeonato de la División III debido a problemas de COVID-19 | No presentado; no se llevó a cabo ningún campeonato de la División III debido a problemas de COVID-19 | No presentado; no se llevó a cabo ningún campeonato de la División III debido a problemas de COVID-19 | No presentado; no se llevó a cabo ningún campeonato de la División III debido a problemas de COVID-19 |
| 2021–22   | Ryan Turell                                                                                           | Yeshiva                                                                                               | Nueva York                                                                                            | Escolta                                                                                               | Senior                                                                                                |
| 2022–23   | Tyson Cruickshank                                                                                     | Wheaton                                                                                               | Illinois                                                                                              | Base                                                                                                  | Graduado                                                                                              |
| 2023–24   | Logan Pearson                                                                                         | Wisconsin–Platteville                                                                                 | Wisconsin                                                                                             | Alero                                                                                                 | Graduado                                                                                              |
| 2024–25   | Octavio Brito                                                                                         | Keene State                                                                                           | Nuevo Hampshire                                                                                       | Alero                                                                                                 | Senior                                                                                                |

## Ganadores de la NAIA
De 1992 a 2020, la NAIA organizó dos campeonatos de baloncesto separados. Las escuelas que ofrecieron becas deportivas compitieron en la División I; los que no compitieron en la División II.
Cuando la NABC presentó por primera vez un premio NAIA en 2008, solo entregó un premio a pesar de la existencia de dos campeonatos. Al año siguiente, comenzó a presentar premios separados en las Divisiones I y II, y continuó haciéndolo hasta que la NAIA volvió a ser una sola división de baloncesto en 2020-21.

### Era de dos divisiones
| Temporada | Jugador             | Universidad          | Estado     | Posición  | Curso  |
| --------- | ------------------- | -------------------- | ---------- | --------- | ------ |
| 2008–09   | Geoff Payne         | Westminster (UT)     | Utah       | Alero     | Senior |
| 2009–10   | Nate Brumfield      | Oklahoma Baptist     | Oklahoma   | Alero     | Senior |
| 2010–11   | Justin Johnson      | Concordia–Irvine     | California | Base      | Senior |
| 2011–12   | Emmanuel Wilson     | Oklahoma Baptist (2) | Oklahoma   | Base      | Senior |
| 2012–13†  | Vic Moses           | Georgetown           | Kentucky   | Alero     | Senior |
| 2012–13†  | Dominique Rambo     | SAGU                 | Texas      | Base      | Junior |
| 2013–14   | Dominique Rambo (2) | SAGU (2)             | Texas      | Base      | Senior |
| 2014–15   | Kenny Manigault     | Pikeville            | Kentucky   | Alero     | Senior |
| 2015–16   | Deondre McWhorter   | Georgetown (2)       | Kentucky   | Ala-Pívot | Senior |
| 2016–17   | Delarian Williams   | Life                 | Georgia    | Alero     | Senior |
| 2017–18   | Ryan Imhoff         | Carroll              | Montana    | Escolta   | Senior |
| 2018–19   | Jeff Garrett        | LSU Shreveport       | Luisiana   | Ala-Pívot | Senior |
| 2019–20   | Chris Coffey        | Georgetown (KY) (3)  | Kentucky   | Ala-Pívot | Senior |

| Temporada | Jugador             | Universidad           | Estado   | Posición       | Curso  |
| --------- | ------------------- | --------------------- | -------- | -------------- | ------ |
| 2008–09   | William Walker      | Bethel                | Indiana  | Alero          | Senior |
| 2009–10   | Steve Briggs        | Oklahoma Wesleyan     | Oklahoma | Base / Escolta | Senior |
| 2010–11   | Sadiel Rojas        | Oklahoma Wesleyan (2) | Oklahoma | Alero          | Senior |
| 2011–12   | Jonathan Dunn       | Northwood (FL)        | Florida  | Base           | Senior |
| 2012–13   | Ra'Shad James       | Northwood (FL) (2)    | Florida  | Base           | Senior |
| 2013–14   | Joe Mitchell        | Friends               | Kansas   | Alero          | Senior |
| 2014–15   | Dominez Burnett     | Davenport             | Míchigan | Alero          | Junior |
| 2015–16   | Dominez Burnett (2) | Davenport (2)         | Míchigan | Alero          | Senior |
| 2016–17   | Warren Hall         | Warner                | Florida  | Base           | Senior |
| 2017–18   | Kyle Steigenga      | Cornerstone           | Míchigan | Alero          | Senior |
| 2018–19   | Cameron Hunt        | Southwestern (KS)     | Kansas   | Escolta        | Senior |
| 2019–20   | Kyle Mangas         | Indiana Wesleyan      | Indiana  | Escolta        | Junior |

### Era de una división
| Temporada | Jugador         | Universidad          | Estado           | Posición        | Curso  |
| --------- | --------------- | -------------------- | ---------------- | --------------- | ------ |
| 2007–08   | Ryan Fiegl      | Oregon Tech          | Oregón           | Escolta         | Senior |
| 2020–21   | Kyle Mangas (2) | Indiana Wesleyan (2) | Indiana          | Escolta         | Senior |
| 2021–22   | Zach Wrightsil  | Loyola (LA)          | Luisiana         | Escolta / Alero | Senior |
| 2022–23   | Mason Walters   | Jamestown            | Dakota del Norte | Alero           | Senior |
| 2023–24   | Elijah Moore    | Grace                | Indiana          | Pívot           | Senior |

## Ganadores de la universidad comunitaria
Nota: Desde que los jugadores de las universidad comunitaria solo asisten a ellas durante dos años, los ganadores sólo pueden ser freshmen y sophomores. Después, pasan a una universidad de cuatro años para finalizar sus dos últimas temporadas de elegibilidad de la NCAA. La columna "Universidad" refleja el equipo al que el jugador se marchó después de su carrera en la universidad comunitaria.
| Temporada | Jugador               | Universidad                 | Estado   | Posición       | Curso     | Universidad      |
| --------- | --------------------- | --------------------------- | -------- | -------------- | --------- | ---------------- |
| 2007–08   | Jeremie Simmons       | Mott CC                     | Míchigan | Base / Escolta | Sophomore | Ohio State       |
| 2008–09   | Nafis Ricks           | Johnson County CC           | Kansas   | Base / Escolta | Sophomore | Missouri State   |
| 2009–10   | Jae Crowder           | Howard County CC            | Texas    | Alero          | Sophomore | Marquette        |
| 2010–11   | Kiel Turpin           | Lincoln College             | Illinois | Pívot          | Sophomore | Florida State    |
| 2011–12   | Cleanthony Early      | SUNY Sullivan               | New York | Ala-Pívot      | Sophomore | Wichita State    |
| 2012–13   | Chris Jones           | Northwest Florida State     | Florida  | Base           | Sophomore | Louisville       |
| 2013–14   | Kadeem Allen          | Hutchinson CC               | Kansas   | Base           | Sophomore | Arizona          |
| 2014–15   | Brandon Brown         | Phoenix                     | Arizona  | Base           | Sophomore | Loyola Marymount |
| 2015–16   | Kavell Bigby-Williams | Gillette                    | Wyoming  | Alero          | Sophomore | Oregon           |
| 2016–17   | Shakur Juiston        | Hutchinson CC               | Kansas   | Alero          | Sophomore | UNLV             |
| 2017–18   | Charles Jones Jr.     | College of Southern Idaho   | Idaho    | Base           | Sophomore | Utah             |
| 2018–19   | Chris Duarte          | Northwest Florida State (2) | Florida  | Base           | Sophomore | Oregon (2)       |
| 2019–20   | Jay Scrubb            | John A. Logan               | Illinois | Base           | Sophomore | Louisville (2)   |
| 2020–21   | Malevy Leons          | Mineral Area                | Misuri   | Alero          | Sophomore | Bradley          |
| 2021–22   | Damarco Minor         | South Suburban              | Illinois | Base           | Sophomore | SIU Edwardsville |
| 2022–23   | Curt Lewis            | John A. Logan               | Illinois | Base           | Sophomore | Missouri         |